# Toucy
Toucy là một xã của Pháp,tọa lạc ở tỉnh Yonne trong vùng Bourgogne.
Toucy là quê hương của Pierre Larousse.
Người dân ở đây trong tiếng Pháp gọi là Toucycois.

## Thông tin nhân khẩu
| Năm | 1962  | 1968  | 1975  | 1982  | 1990  | 1999  |
| --- | ----- | ----- | ----- | ----- | ----- | ----- |
| Dân số | 2 417 | 2 505 | 2 584 | 2 665 | 2 590 | 2 602 |
| From the year 1962 on: No double counting—residents of multiple communes (e.g. students and military personnel) are counted only once. |       |       |       |       |       |       |